# Teorema lui Ptolemeu

Ilustrarea teoremei lui Ptolemeu

În geometria euclidiană, Teorema lui Ptolemeu stabilește o relație între lungimile laturilor și diagonalelor unui patrulater inscriptibil.
Teorema poartă numele matematicianului și astronomului grec Claudius Ptolemaeus.
Dacă ABCD este un patrulater inscriptibil, atunci:
{\displaystyle {\overline {AC}}\cdot {\overline {BD}}={\overline {AB}}\cdot {\overline {CD}}+{\overline {BC}}\cdot {\overline {AD}}},
cu alte cuvinte: Produsul lungimilor diagonalelor este egal cu suma produselor lungimilor celor două perechi de laturi opuse.
Poate fi demonstrată utilizând proprietățile unui unghi înscris în cerc.
Teorema admite și o reciprocă:
Dacă produsul diagonalelor unui patrulater este egal cu suma produselor celor două perechi de laturi opuse, atunci patrulaterul este inscriptibil.
Poate fi folosită la demonstrarea unor proprietăți trigonometrice legate de funcția coardă (geometrie) a unui unghi, fapt echivalent cu deducerea expresiei pentru sinusul sumei unghiurilor sau arcelor.
Dacă unghiurile patrulaterului înscris în cerc sunt de 90°, teorema lui Ptolemeu devine un caz particular, echivalent cu teorema lui Pitagora pentru două triunghiuri dreptunghice care au diagonala ca ipotenuză comună.